# Свети Атанасий (Слимница)
Вижте пояснителната страница за други значения на Свети Атанасий.
„Свети Атанасий“ (на гръцки: Αγίου Αθανασίου) е възрожденска православна църква в костурското село Слимница (Трилофос), Егейска Македония, Гърция. Храмът е част от Костурската епархия.

## Описание
Величествената църква е построена в 1872 година на хълм в Долната махала на Слимница. Датата е посочена в каменен релеф с цветя и малки глави над западния вход. Във вътрешността има голяма женска църква, но няма стенописи. Църквата има изключително ценен резбован иконостас и изписан също резбован амвон. Срещу църквата има военен паметник.